# Josep Lluís Facerías
Josep Lluis Facerías (* 6. Januar 1920 in Barcelona; † 30. August 1957 ebenda) war ein spanischer  Anarchist und Widerstandskämpfer. Er war einer der bekanntesten Vertreter der anti-franquistischen Guerilla in den 1940er und 1950er Jahren.

## Leben
Im Alter von 16 Jahren schloss sich Facerías in Barcelona der Confederación Nacional del Trabajo (CNT) und der Federación Ibérica de Juventudes Libertarias (FIJL) an. Während des Spanischen Bürgerkrieges kämpfte er in Aragón zunächst in der Kolonne Francisco Ascaso und später in der Armee der  Republik. Während sich die republikanische Armee bereits auf dem Rückzug befand, geriet er Anfang 1939 in Gefangenschaft. Im gleichen Zeitraum verlor er seine Partnerin und seine wenige Monate alte Tochter. Beide starben vermutlich beim Versuch das französische Exil zu erreichen, als Flugzeuge der Legion Condor einen Flüchtlingstreck angriffen.
Facerías war in verschiedenen franquistischen Arbeitslagern inhaftiert. Dort stand er im Kontakt mit den clandestinen Strukturen des Movimiento Libertario Español (MLE). Nachdem er zuletzt in einem Bewährungsbataillon als Fahrer eingesetzt worden war, kam er Ende 1945 in Freiheit. Nach seiner Freilassung schloss er sich in Barcelona dem Kultur- und Medien-Syndikat der CNT an und übernahm ein Mandat als Sekretär für Verteidigung im Regionalkomitee der illegalisierten katalanischen FIJL. Zeitgleich arbeitet er als Kellner und Kassierer in einem Restaurant am Fuße des Tibidabo.
Nachdem Facerías im August 1946 erneut inhaftiert wurde, kam er endgültig zu der Überzeugung, dass der bewaffnete Kampf der schnellste Weg sei, um das MLE, sowie die Familien der inhaftierten Aktivisten mit Geld zu versorgen. 1947 gründete er die Guerilla Partida de maquis de Facerías. Deren ersten Aktion war ein Überfall auf die Zentrale der Fabrik Hispano-Olivetti. Gemeinsam u. a. mit der Gruppe um Francesc Sabaté initiierte sie 1949 eine Offensive anlässlich eines Besuchs von Francisco Franco in Barcelona. Im Zuge dessen kam es zu einer Reihe von Attentaten auf Repräsentanten des Franquismus und auf Konsulate von Ländern, die sich für eine Rehabilitierung Spaniens und seine Aufnahme in die Vereinten Nationen aussprachen.
Ende der 40er Jahre wurden die meisten libertären Guerillagruppen in Spanien zerschlagen und die Westmächte arrangierten sich im Kontext des beginnenden Kalten Krieges mit dem Franco-Regime. Nachdem bei verschiedenen Operationen zahlreiche Aktivisten ihr Leben verloren oder verhaftet worden waren, verschlechterte sich die Beziehung zwischen Facerías und den libertären Organisationen im französischen Exil zusehends. Deshalb führte er ab 1951 den bewaffneten Kampf eigenständig weiter.

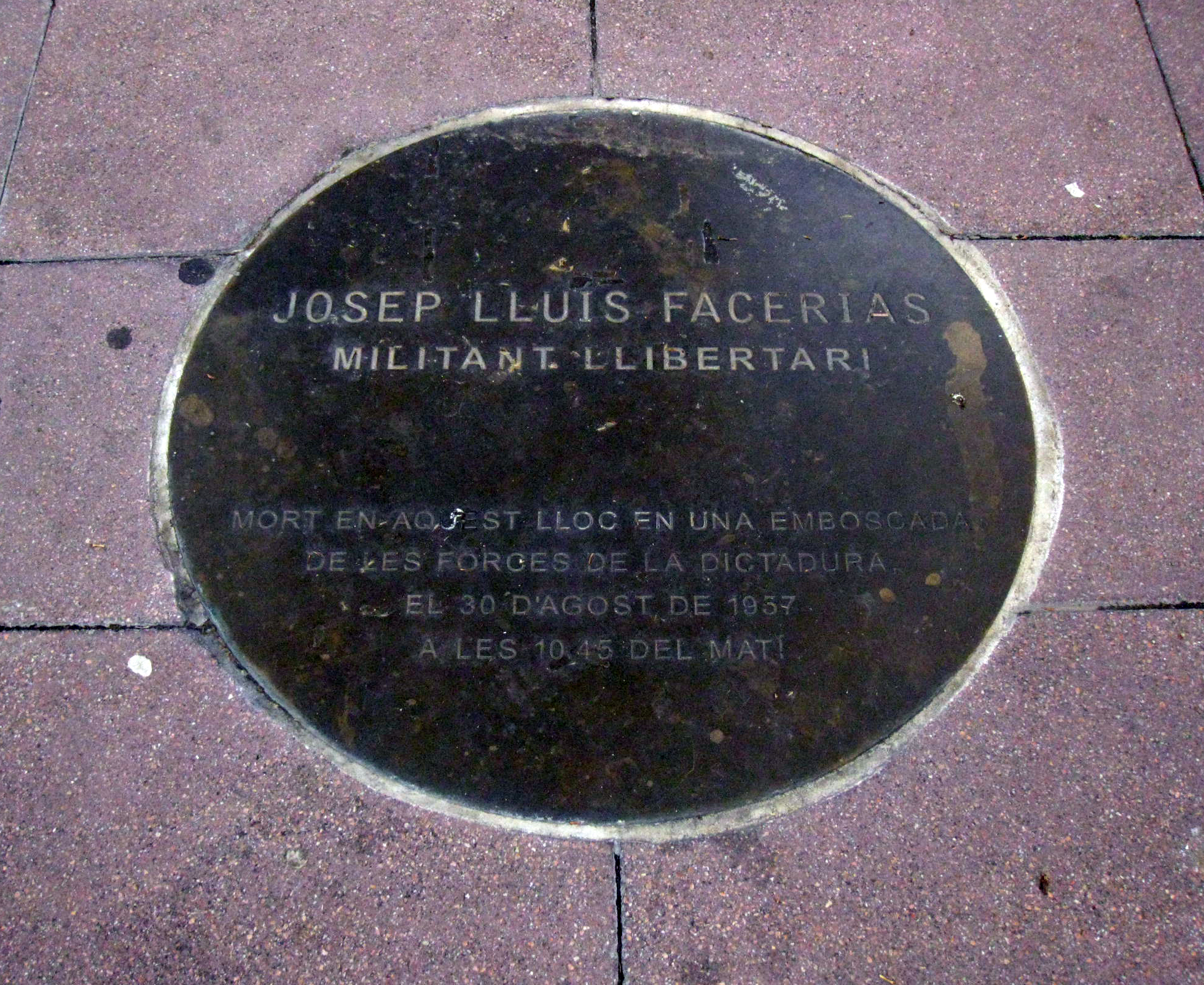
Gedenktafel auf dem Plaza de las Madres de Mayo im Stadtbezirk Nou Barris.

 Da der Repressionsdruck in Spanien und auch in Frankreich immer stärker wurde, lebte Facerías ab 1952 in Italien. Mitte der 50er Jahre erwog er die Aufgabe des bewaffneten Kampfes und seinen Rückzug nach Brasilien oder Jugoslawien. Bevor er diese Pläne verwirklichen konnte, starb er jedoch während einer weiteren Expedition nach Barcelona im Kugelhagel der Polizei. Am Ort seines Todes erinnert heute eine Gedenktafel mit folgender Inschrift in Katalan an ihn:
Josep Lluís Facerias. Libertärer Aktivist. Starb an diesem Ort am 30. August 1957 um 10.45 Uhr in einem Hinterhalt der Diktatur.